# Atenica
Atenica (en serbe cyrillique : Атеница) est un village de Serbie situé sur le territoire de la Ville de Čačak, district de Moravica. Au recensement de 2011, il comptait 550 habitants.

## Histoire
Dans une nécropole, furent retrouvées à Atenica des tombes à char caractéristiques de la civilisation de Hallstatt (entre 700 et 600 avant Jésus Christ). Sur le territoire du village se trouve un cellier en pierre et en bois construit en 1866 ; en raison de son importance, il est inscrit sur la liste des monuments culturels d'importance exceptionnelle de la république de Serbie.

## Démographie

### Évolution historique de la population
| 1948 | 1953 | 1961 | 1971 | 1981 | 1991 | 2002 | 2011 |
| ---- | ---- | ---- | ---- | ---- | ---- | ---- | ---- |
| 370  | 363  | 419  | 700  | 993  | 691  | 619  | 550  |

|  |